# Macross - Il film
Macross - Il film (超時空要塞マクロス 愛・おぼえていますか?, Chō Jikū Yōsai Makurosu: Ai Oboete Imasu ka) è un film d'animazione del 1984 diretto da Noboru Ishiguro e Shōji Kawamori.
Il film, anime basato sulla serie televisiva Macross, è un riassunto degli eventi della prima serie, realizzato con nuove animazioni. Il titolo originale del film Ai Oboete Imasu ka (in italiano Ti ricordi l'amore?) è il nome del brano che viene eseguito dal personaggio di Lynn Minmay nel finale del film.
In Italia, il film è stato una delle prime pubblicazioni in VHS della Yamato Video.

## Trama
A.D. 2009: il genere umano è nel mezzo di una guerra fra tre schieramenti opposti. Contro i terrestri stanno combattendo due razze aliene, composte da umanoidi giganteschi: gli Zentradi (di sesso maschile) e le Meltradi (di sesso femminile). L'ultimo baluardo per la salvezza della Terra è il Macross, una gigantesca astronave spaziale, al cui interno si trova una intera città. 
Proprio all'interno del Macross si sviluppa un intenso triangolo d'amore fra Hikaru Ichijo, giovane pilota dell'aeronautica terrestre, il suo superiore Misa Hayase e Lynn Minmay, quindicenne cantante cinese. Sarà proprio il canto di Minmay ad avere effetti decisivi sull'esito della guerra.